# Takhini River
Takhini River är ett vattendrag i Kanada.   Dess källor ligger i British Columbia, men större delen av floden ligger i Yukon, i den västra delen av landet, 4 100 km väster om huvudstaden Ottawa.
I omgivningarna runt Takhini River växer i huvudsak barrskog. Runt Takhini River är det ganska glesbefolkat, med 40 invånare per kvadratkilometer.